# Мышкино (Ростиловское муниципальное образование)
Мышкино — деревня в Грязовецком районе Вологодской области.
Входит в состав Ростиловского муниципального образования, с точки зрения административно-территориального деления — в Ростиловский сельсовет.
Расстояние по автодороге до районного центра Грязовца — 19 км, до центра муниципального образования Ростилово — 12 км. Ближайшие населённые пункты — Комарово, Дор, Спас-Нурма, Мартяково.
По переписи 2002 года население — 2 человека.